# Marie-Christine Barrault
Marie-Christine Barrault (født 21. marts 1944) er en fransk teater-, tv- og filmskuespiller. Hun er bedst kendt for sin præstation i Fætter og kusine fra 1975, for hvilken hun blev nomineret til en Oscar for bedste kvindelige hovedrolle. I 2010 udgav hun sin selvbiografi med titlen This Long Way To Get To You.

## Opvækst
Marie-Christine Barrault blev født i Paris, Frankrig, datter af fransk-katolske forældre Martha (født Valmier) og Max-Henri Barrault. Hendes forældre skiltes og hendes far, der arbejdede i teatret, døde, mens hun var teenager. Hendes mor var ude af stand til at passe på sine børn. Hun har en bror, Alain, og hun blev opdraget af sin bedstemor, Felicite. Hendes mor blev igen gift og fik flere børn. Hun blev vejledt i at skuespille med sin tante og onkel, de franske kunstnere Jean-Louis Barrault og Madeleine Renaud, selv om de i første omgang ikke støttede hendes drømme om at blive skuespiller. Hun optrådte i skuespil på gymnasiet og derefter indskrevet i en skuespilleskole. Hun er en brystkræft overlever.

## Karriere
Barrault fik sin start på tv i L'oeuvre (1967). Hun fik sin spillefilmdebut i 1969 i Éric Rohmers Min nat hos Maud. I 1970 spillede Barrault  sammen med Pierre Richard i komediefilmen Distracted. I 1975 medvirkede Barrault i Fætter og kusine, som hun modtog en Oscar-nominering for bedste kvindelige hovedrolle for. Hun arbejdede med Rohmer igen i 1978, i rollen som Guinevere i Perceval le Gallois, og hun har også en cameo i hans film Kærlighed om eftermiddagen.
Barrault er ikke flydende på engelsk og har derfor generelt afvist tilbud i at optræde i engelsksprogede film. Imidlertid accepterede hun i 1980 et tilbud fra Woody Allen til i at optræde i sin film, Stardust Memories. I 1988 blev hun nomineret til en Genie Award for sin præstation i No Blame. I 1991 skildrede hun Marie Curie i en tv-mini-serie. I sin senere karriere har hun foretrukket at optræde på scenen i Frankrig. I 2015 kom hun til Los Angeles på turné for at optræde i skuespillet Les Yeux Ouverts, hvor hun skildrer den franske forfatter Marguerite Yourcenar.

## Privatliv
Barraults første mand var producent Daniel Toscan du Plantier, som hun giftede sig i 1965, med hvem hun havde to børn, David og Ariane. Hun var gift med instruktøren Roger Vadim fra 1990 til han døde af kræft i 2000.